# Knäckebröd

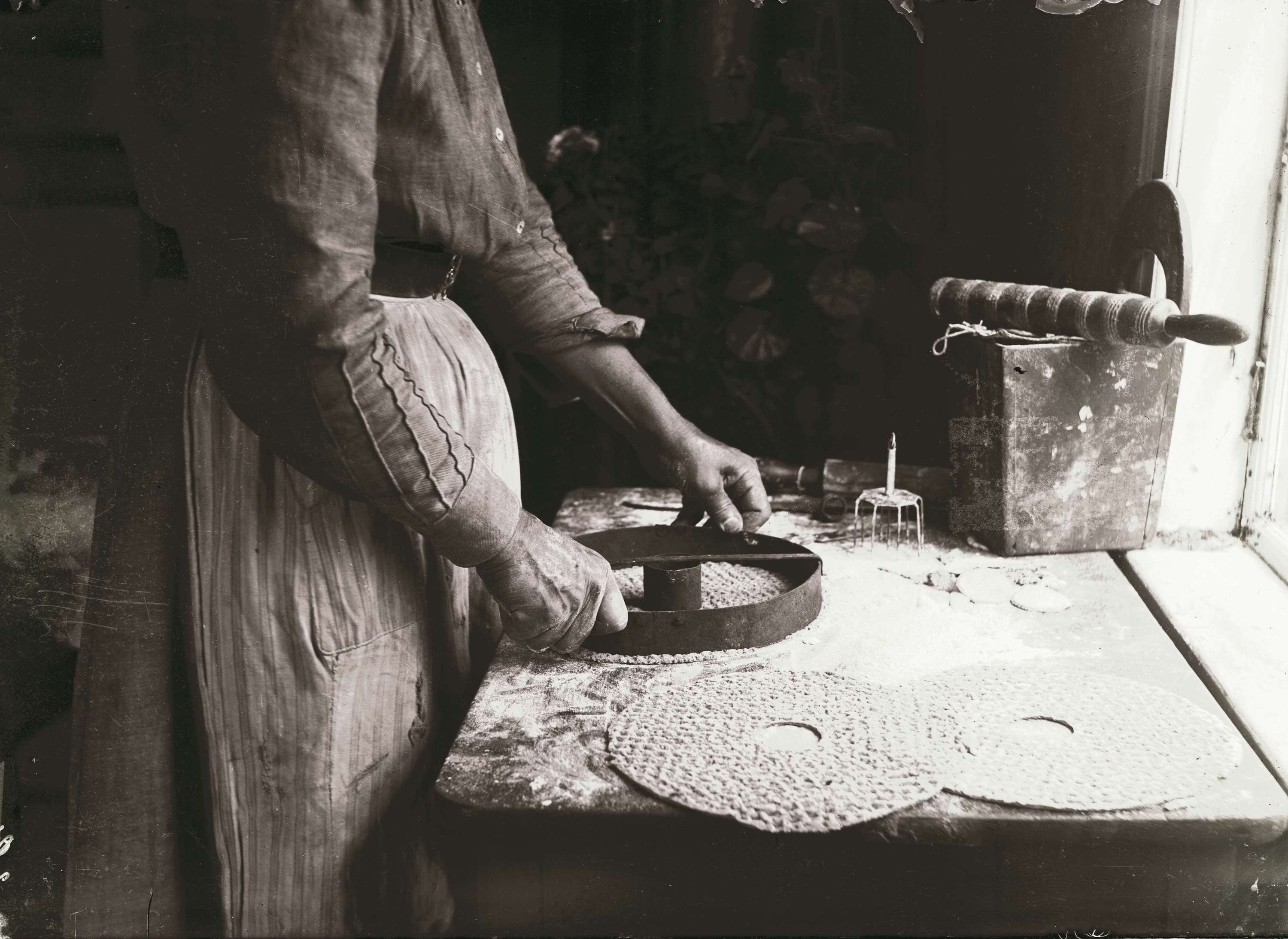
Preparazione del knäckebröd nel 1911

Il knäckebröd è un tipico pane croccante svedese.
La parola knäcke è un suono onomatopeico che imita il rumore del pane croccante che si spezza.